# Shishtavec
Shishtavec (albanisch auch Shishtaveci, kyrillisch Шиштавец) ist ein Dorf in Albanien. Es liegt im Qark Kukës im äußersten Nordosten des Landes an der Grenze zum Kosovo.
Bis 2015 war Shishtavec eine eigenständige Gemeinde (komuna), die auch die Dörfer Novoseja, Borja, Oreshka und Cërnaleva umfasste; seitdem bildet diese ehemalige Gemeinde eine Verwaltungseinheit (njësia administrative) innerhalb der Bashkia Kukës.

## Geografie
Der Ort liegt östlich der Gjallica in einem gebirgigen Gebiet auf rund 1350 m ü. A.  Ein Hügel wenige 100 Meter östlich des Dorfes erreicht 1477 m ü. A. – auf ihm verläuft die Grenze zum Kosovo. Die Berge südlich des Orts übersteigen Höhen von 2000 Metern. Der höchste ist der Kallabak (2717 m ü. A.).
Das ganze Gebiet auf beiden Seiten der Grenze wird Gora genannt, eine von den Goranen bewohnte ethnographische Region.
Benachbarte Ortschaften sind auf albanischer Seite der Weiler Bala im Süden und Novoseja im Westen, östlich angrenzend liegt in einem Kilometer Entfernung Krusheva auf kosovarischer Seite der Grenze. Die Stadt Kukës liegt rund 30 Kilometer nordwestlich.

## Bevölkerung
Die Njësia administrative Shishtavec hat 2237 Einwohner (Volkszählung 2023).
Zwölf Jahre zuvor hatte die gesamte Gemeinde Shishtavec noch 3835 Einwohner (Volkszählung 2011), davon bezeichneten sich 68,34 % als Albaner sowie 7,74 % als Mazedonier. Tatsächlich ist Shishtavec größtenteils von Goranen besiedelt, einer muslimischen und slawischsprachigen Minderheit. Zwar sehen diese sich – zumindest auf der albanischen Seite der Gora – in der Regel zur albanischen Ethnie zugehörig, allerdings haben sie im häuslich-familiären Umfeld ihre sprachliche Identität bewahrt, sodass die meisten Kinder erst in der Schule Albanisch lernen, da zu Hause nur Goranisch gesprochen wird.

## Geschichte
Mit dem Ersten Balkankrieg und der damit einhergehenden serbischen Besetzung Kosovos und Nordalbaniens setzte die Regierung des Königreich Serbien eine Militärverwaltung vor Ort ein. Dabei wurde eine eigene Gemeinde mit Sitz in Shishtavec geschaffen, zu der auch die Dörfer Novoseja, Kollovoz und Shtreza gehörten. Bei einer 1919 durchgeführten Volkszählung wurden im Ort Shishtavec 320 muslimische Bewohner in 113 Haushalten gezählt.
Der Landstrich um Shishtavec kam erst 1922, nach Festlegung der albanischen Grenze, endgültig zum Staatsgebiet Albaniens, wodurch die Region Gora nunmehr auf zwei Staaten aufgeteilt war. 1924 wurde in Shishtavec erstmals eine albanischsprachige Schule eröffnet.
Trotz der vom sozialistischen Regime Albaniens geschlossenen Grenzen durften Goranen – im Gegensatz zu ethnischen Albanern – die Grenze zu Jugoslawien passieren, um in Prizren Geschäfte abzuwickeln und Handel zu treiben. Nach dem Ende des Sozialismus sind in den 1990er-Jahren viele Bewohner aus Shishtavec nach Großbritannien ausgewandert.

## Wirtschaft
Wichtigste Erwerbsgrundlage der in Shishtavec verbliebenen Bewohner ist die Subsistenzlandwirtschaft, wobei viele Familien auch von gelegentlichen Auslandsüberweisungen von ausgewanderten Angehörigen profitieren.
Bekannt ist Shishtavec für den Anbau von Kartoffeln. Auf den über 100 Hektar umfassenden Anbauflächen des Dorfes werden hauptsächlich Kartoffeln angebaut. Jährlich wird ein Kartoffelfest veranstaltet. Zu Zeiten des Sozialismus produzierte Shishtavec Kartoffeln für ganz Albanien, womit das Dorf eine wichtige Stütze für das autarke Versorgungssystem war. Heutzutage jedoch fehlt es den Kartoffelbauern an Marktzugängen.

### Tourismus
Zunehmend entwickelt sich auch der Tourismus zu einem Wirtschaftsfaktor in Shishtavec. Das Gelände eignet sich besonders für Skifahren, das hier erstmals während des Ersten Weltkriegs von österreichisch-ungarischen Truppen ausgeübt wurde und seitdem auch unter den Einheimischen zur Tradition geworden ist. An der Abfahrtpiste oberhalb des Ortes öffnete 2015 eine Herberge. Im Sommer bietet sich die unberührte und panoramareiche Berglandschaft (einschließlich des Korabgebirges) für Wanderungen an, was bereits jetzt schon von vielen ausländischen Touristen genutzt wird.